# Raville
Raville là một xã trong vùng Grand Est, thuộc tỉnh Moselle, quận Metz-Campagne, tổng Pange. Tọa độ địa lý của xã là 49° 05' vĩ độ bắc, 06° 29' kinh độ đông. Raville nằm trên độ cao trung bình là m mét trên mực nước biển, có điểm thấp nhất là 215 mét và điểm cao nhất là 310 mét. Xã có diện tích 7,06 km², dân số vào thời điểm 1999 là 187 người; mật độ dân số là 26 người/km².

## Thông tin nhân khẩu
| 1962 | 1968 | 1975 | 1982 | 1990 | 1999 |
| ---- | ---- | ---- | ---- | ---- | ---- |
| 167  | 168  | 129  | 176  | 185  | 187  |